# 의왕시글로벌도서관
의왕시글로벌도서관은 경기도 의왕시 오전동에 있는 도서관이다.

## 연혁
- 2010년 9월 13일 개관

## 시설현황
- 영어자료실(인포룸), 한글자료실(에듀룸), 북카페, 강당, 지하주차장 등

## 이용 안내
이용시간
- 매일(월~목): 09:00~20:00, 주말: 09:00 ~ 18:00

휴관일
- 금요일과 정부지정 공휴일(다만 일요일이 정부지정 공휴일과 중복되는 경우에는 휴관)
- 기타 관장이 필요하다고 인정할 경우